# 張連松

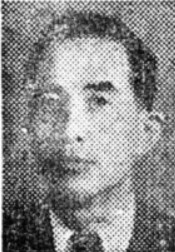
1950年ごろ

張 連松（チャン・ヨンソン、朝鮮語: 장연송/張連松、1901年12月11日または12月12日 - 1956年10月30日または11月6日）は、日本統治時代の朝鮮の発明家、反戦運動家、詩人、大韓民国の独立有功者、政治家。第2代韓国国会議員。
張 蓮松またはチャン・ニョンソン（장련송）という表記も見られる。日本名は張山 連松。

## 経歴
咸鏡北道吉州郡吉祥里出身。日本大学経済学部卒。日本統治時代には自由杖、二重縫針を発明したほか、20年以上をかけて木で永久機関の「無燃料原動力桓動機（恒動機）」を製作し、1939年に特許局から特許を取得した。また、「善と盗」という論文で個人主義を主張しながら、自由と自然主義を尊重することで人種間・民族間の対立を払拭させ、共存共栄・相互扶助しなければならないことを指摘した。そして、日本の搾取と圧迫を受けている故国の現実を詠んだ詩と、永久機関を完成し世界中に物資を豊かにすることで、戦争のない平和かつ自由平等な理想社会を一日も早く実現したいという内容の詩も作った。これらにより1942年3月17日に龍山警察署に逮捕され、1943年3月3日に京城地方裁判所で治安維持法違反の容疑で懲役2年の刑を言い下され、西大門刑務所で服役したが、同年に刑執行が停止して出獄した。
解放後は韓国民主党中央委員、過渡政府立法議院議員を務めた。1950年の第2代総選挙では東大門区選挙区から無所属で立候補して当選し、国会議員となった。このほか、中央経済通信社社長、忠武公記念事業会理事、国風研究会会長など様々な団体の代表職を務めている。1950年7月4日午前ごろ、自宅にて北朝鮮側の関係者に拉致され、在北平和統一促進協議会の結成大会に参加後、持病であった心臓病と肺病が再発し、同地で治療中に55歳で死去したとされる。
2006年に建国褒章を追叙された。